# Adobe Color
Adobe Color（旧名:Adobe Kuler）、Adobe Color CCはアドビが開発するカラーパレットの作成用共有プラットフォーム。

## 概要
2006年11月18日、Adobe Labs内で公開。複数のデザイナーで１カラーパレットあたり5つの配色を共有できるサービスとして登場した。2008年3月にはAdobe Kuler 2.0リリース。同年11月にはAdobe Creative Suite 4に組み込まれるかたちで正式公開。当初は、InDesign CS4、Illustrator CS4、Photoshop CS4、Photoshop CS4 Extended、Flash CS4 Professional、Fireworks CS4から同一のカラーパレットにアクセスできることが最大の強みだった。
2012年9月25日、Adobe Edge Tools & Servicesのひとつとして組み込まれた。
2014年10月6日にアプリケーション名称をAdobe Color CCに変更。Web版アプリAdobe Color、Creative Cloudアプリ内機能Adobe Colorとして、さまざまなプラットフォーム上で展開されている。

## バージョン履歴
- Adobe Kuler （2006年11月18日）
- Adobe Kuler 2.0 （2008年3月）
- Adobe Kuler 2.1
- Adobe Color CC